# Brigitte Madrian
Brigitte Condie Madrian (* 1950) ist eine US-amerikanische Wirtschaftswissenschaftlerin und Hochschullehrerin.

## Werdegang, Forschung und Lehre
Madrian studierte an der Wirtschaftswissenschaft an der Brigham Young University, dort graduierte sie 1989 sowohl als Bachelor of Arts als auch als Master of Arts. Anschließend setzte sie ihr Studium am Massachusetts Institute of Technology fort, unter Betreuung von James M. Poterba verfasste sie ihre Thesis und schloss 1993 mit einem Ph.D.-Titel ab.
Zunächst war Madrian Assistant Professor an der Harvard University, ab 1995 an der University of Chicago. Dort stieg sie 1999 zum Associate Professor auf, in selber Position wechselte sie 2003 an die Wharton School der University of Pennsylvania. 2005 wurde sie dort zur ordentlichen Professorin berufen, folgte aber bereits einem Jahr später einem Ruf zurück an die Harvard University.
Madrians Arbeitsschwerpunkte liegen in den Bereichen Verhaltensökonomik und der finanziellen Situation von Privathaushalten mit Fokus auf das Spar- und Investitionsverhalten. Ihre Arbeit in diesem Bereich hat sich auf die Gestaltung von arbeitgeberfinanzierten Sparplänen zur Altersvorsorge ausgewirkt, etwa bei sogenannten 401(k)-Plänen in den USA. Zudem setzt sie sich hierbei auch mit Fragen der Gesundheitsökonomie auseinander, zum Beispiel zu Auswirkungen der Krankenversicherung auf die Arbeitsplatzwahl und Ruhestandsentscheidungen.
Seit 2001 ist sie Research Associate am National Bureau of Economic Research, zuvor war sie bereits seit 1993 Faculty Research Fellow. Zwischen 2012 und 2014 gehörte sie Beratungsgremien der Federal Reserve Bank of Boston an. Sie ist bzw. war Herausgeberin bzw. Mitglied der Redaktion bei verschiedenen Periodika, u. a. beim Review of Economics and Statistics, Journal of Pension Economics and Finance, Journal of Human Resources, Journal of Marketing Research und American Economic Journal.